# Sciences du numérique
Le terme de sciences du numérique désigne les sciences de l'information et de la communication sur leurs volets matériels et logiciels.
Cette terminologie inclut les sciences informatiques (computer science) et les mathématiques appliquées liées à ces sujets et représente une nouvelle façon de parler des sciences de l'information et de la communication, à l'aube du XXIe siècle.
Elle se nourrit de disciplines telles que l'automatique, le traitement du signal, ou la robotique.
Cette dénomination ne représente donc pas un domaine scientifique, mais du travail scientifique à l'intersection de plusieurs domaines. Elle est utilisée en France dans la désignation d'un enseignement de spécialité dans le secondaire, et pour désigner globalement les sciences en amont des technologies numériques.

## Définition
Par rapport à la classification décimale de Dewey,  les domaines couverts se répartissent sous les niveaux 000 (Informatique, information, ouvrages généraux), 500 (mathématiques) et 600 (technologie et sciences appliquées), principalement :
| 003.5     | Théorie de la communication et du contrôle. Cybernétique. Stabilité des systèmes                                                                                            |
| 003.7     | Types de systèmes |
| 004       | Informatique, traitement des données : principes, matériel, architecture, traitements, réseaux, périphériques.                                                              |
| 005       | Informatique : programmation, logiciels, données, sécurité, organisation des données                                                                                        |
| 006       | Méthodes particulières et application de l'informatique, intelligence artificielle, multimédia                                                                              |
| 511.3     | Logique mathématique. Théorie mathématique des automates. Théorie mathématique des machines. Langages formels. Théorie de la récurrence. Décidabilité. Opérateurs logiques. |
| 511.5     | Théorie des graphes. Construction des graphes. |
| 511.8     | Modèles mathématiques et simulation. Algorithmes. |
| 519.4     | Analyse numérique appliquée.. |
| 621.382 2 | Théorie de l'information. Traitement du signal. |
| 629.8     | Automatique. |

Les grands objets d'études des sciences du numérique sont les systèmes, données, interfaces et modèles. Parmi les systèmes, on peut citer les réseaux. Dans cet exemple, les formalismes vont pouvoir s'appliquer aux réseaux informatiques, mais être ensuite transformés pour étudier des réseaux biologiques (réseaux de neurones, réseaux de gènes, etc.) ou des réseaux humains (réseaux sociaux).
Les sciences du numérique se distinguent des sciences numériques (computational sciences) qui désignent cette approche scientifique basée sur un recours massif aux modélisations informatiques et mathématiques et à la simulation : médecine numérique, biologie numérique, archéologie numérique, mécanique numérique en sont des exemples. 
Ce changement de paradigme s'apparente à une « seconde révolution Galiléenne » : ce ne sont plus (pour simplifier) uniquement des équations mathématiques qui décrivent les lois de la nature, mais des algorithmes qui représentent  des mécanismes naturels et permettent de les représenter, de les prédire, et d'ajuster leurs variables pour les contrôler. 
Les sciences du numérique développent les méthodes et outils fondamentaux et transversaux qu'utilisent les sciences numériques.

## Usage de l’appellation
Ce terme a été adopté, en France, par les acteurs du domaine, la conférence des présidents d’université et les organismes de recherche liés à ce sujet, lors de la création d'Allistene, « alliance des sciences et technologies du numérique », qui correspond à « l’ensemble du champ des sciences et technologies de l’information et de la communication ». Il a été repris dans la dénomination de l'enseignement de spécialité d'Informatique et sciences du numérique. 
Il est principalement utilisé par plus de 10 000 élèves et enseignants de l'enseignement de spécialité Informatique et sciences du numérique, et par l'organisme Inria qui annonce travailler exclusivement sur ce sujet.
Le terme anglais de informatics qui est « un large champ académique qui englobe l'informatique, l'interaction humain-ordinateur, la science de l'information, les technologies de l'information, les algorithmes, les domaines des mathématiques (logique mathématique, .), et les sciences sociales qui sont impliqués » dans le numérique est en intersection forte avec « sciences du numérique ».
Son usage permet de rendre explicite le fait que les produits commerciaux de l'informatique et les technologies qui les ont produits sont issus d'une science récente et pluridisciplinaire.

## Caractérisation
C'est une science expérimentale au sens où formaliser un problème par un modèle, puis le simuler dans un paradigme réfutable, pour tester les hypothèses formulées, est une expérience, ici numérique. C'est aussi une science théorique puisque les objets étudiés sont des abstractions des objets issus de la nature ou de la technologique, et qu'ils doivent être étudiés en tant que tel (définitions bien posées, non-contradiction, études de leurs propriétés, etc.).
De grands résultats scientifiques sont offerts par cette science. Par exemple, dès qu'une machine (électronique, abstraite, etc.) qui calcule peut exécuter les « ingrédients de base » des algorithmes, alors elle peut exécuter tous les logiciels du monde : c'est une machine universelle, comme définie par la thèse de Church-Turing. Ce résultat implique par exemple que toutes les « intelligences mécaniques » (ordinateur, robot, etc.) sont qualitativement équivalentes (elles seront justes plus ou moins rapides ou performantes).
Un autre résultat montre le lien entre la science informatique et de grands concepts. C'est la théorie algorithmique de l'information. La complexité d'un message en termes d'information (au sens où "blablabla…" même répété une infinité de fois contient moins d'information que cette page Wikipédia de longueur finie) se définit par « la longueur du plus petit programme écrit avec une machine universelle qui génère le message en question ». Bref, la longueur du plus petit programme indique la complexité du message. Il n'est pas du tout évident, mais c'est le cas, que cette définition est pertinente, bien fondée, ne dépend de la machine choisie qu'à une constante près, et offre une formalisation profonde de cette idée de « complexité ».
Ces deux résultats, sont issus du volet Informatique théorique de ces recherches.
Au fur et à mesure que cette science se popularisera, la pensée informatique enrichira les connaissances humaines et élargira notre vision sur ces sujets.

## En France

### Recherche
L'institut de recherche français dédié à ces sujets est Inria. L'institut du CNRS qui travaille sur ces sujets se nomme l'INS2I. La majorité des chercheurs de ce domaine travaillent au sein des universités,,,. D'autres instituts comme l'Institut Mines-Télécom ou d'organismes comme le CEA sont des acteurs majeurs sur ces sujets. Beaucoup d'équipes de recherche sont communes à plusieurs de ces structures.
Un comité d'éthique indépendant de ces structures, la CERNA, est saisie sur les questions d'éthique posées par ces recherches.
La Société Informatique de France fédère le volet « informatique » et la Société de Mathématiques Appliquées et Industrielles le volet « mathématiques » de ce domaine. 
À l'Académie des sciences c'est dans la section « sciences mécaniques et informatiques » (le nom "informatique" a été ajouté il y a quelques années) que siègent les scientifiques de ce domaine. Gilles Kahn a été le premier informaticien (chercheur en science informatique, donc) à y siéger.

### Économie
En France, la « filière Internet », représente en 2009 plus d'1 million d'emplois et « le numérique » environ 25 % de la croissance économique en 2010, mais avec un déficit de l'ordre de plusieurs milliers d'emplois en 2015 (prévision), faute de formation généralisée sur ces sujets.

### Système éducatif
Depuis 2012, Informatique et sciences du numérique (ISN) est devenu un enseignement de spécialité au lycée. Il a vocation à se généraliser pour que chacun acquière assez de sciences informatiques et mathématiques pour ne pas uniquement consommer, mais aussi cocréer, les objets numériques. On peut faire l'analogie avec la volonté d'apprendre la physique-chimie aux enfants de l'ère industrielle, pour que personne ne soit effaré par ces avancées inouïes. L'EPI rassemble les enseignants et enseignants-chercheurs qui œuvrent pour que la France réussisse ce volet de l'éducation au numérique.